# Neolitsea confertifolia
Neolitsea confertifolia là loài thực vật có hoa trong họ Nguyệt quế. Loài này được (Hemsl.) Merr. miêu tả khoa học đầu tiên năm 1936.